# ボートル・スケール
| NELMとボートルスケールの対比表 |                  |
| NELM                           | ボートルスケール |
| >=7.5                          | 1                |
| 7.0 - 7.5                      | 2                |
| 6.5 - 7.0                      | 3                |
| 6.0 - 6.5                      | 4                |
| 5.5 - 6.0                      | 5                |
| 5.0 - 5.5                      | 6                |
| 4.5 - 5.0                      | 7                |
| 4.0 - 4.5                      | 8                |
| <4.0                           | 9                |

ボートル・スケール (The Bortle scale ) は、ある地域の夜天光の明るさを測るための9段階の数値スケールである。どの程度の明るさの天体が観測できるか、また光害の悪影響がどのくらいあるかを計量することができる。
アメリカのアマチュア天文家ジョン・E.ボートルによって、スカイ&テレスコープ誌2001年2月号に、アマチュア天文家が天体観測場所の空の暗さを評価するのを助け、また観測地毎の空の暗さを比較するための尺度として公表された。ボートル・スケールは、地球上で最も暗い夜空であるクラス1から都市中心部のクラス9までの9段階で示され、肉眼で見ることができる星の明るさ(NELM)の目安にもなる。
ただし最近の研究においては、スケールの精度と有用性が疑問視されている。

## 階級表
以下の表は、ボートルの記述の要約である。クラス4とクラス5のように一部の階級は、隣の階級とは大幅に異なる場合がある。
| クラス | タイトル                 | NELM    | SQM        | 描写 |
| ------ | ------------------------ | ------- | ---------- | --- |
| 1      | 優れた光害フリーの土地   | 7.6-8.0 | 21.75–22.0 | - 黄道光を色彩豊かに見ることができる - 対日照を見ることができる - 黄道光の帯を見ることができる - 大気光を容易に見ることができる - 天の川のさそり座といて座の領域が明確な影を投げかける - 多くのメシエ天体や球状星団が肉眼で見ることができる - さんかく座銀河を肉眼で見ることができる - 12.5インチ口径反射望遠鏡の限界等級は17.5                                                                                        |
| 2      | 代表的な真に空が暗い土地 | 7.1-7.5 | 21.6–21.75 | - 黄道光は夕暮れと夜明けに、影を投げかけるように明確に、十分に帯黄色で明るい。 - 大気光は地平線近辺に弱く見ることができる - 雲は空に開いた暗い穴としてのみ見ることができる - 周辺は空に対しての影としてかすかに見ることができる - 夏の天の川は高度に構造的に見える - 多くのメシエ天体や球状星団を肉眼で見ることができる - さんかく座銀河は肉眼で簡単に見える - 12.5インチ口径反射望遠鏡の限界等級は16.5                |
| 3      | 田舎の空                 | 6.6-7.0 | 21.3–21.6  | - 黄道光は春と秋に著しい。また、色はまだ目に見える - いくつかの光害が地平線に現れる - 雲は地平線近くで照らし出され、頭上では暗い - 近くの周辺はかすかに見ることができる - 夏の天の川はまだ複雑に見える - M15、M4、M5、M22などの球状星団は肉眼で見ることができる - さんかく座銀河はそらし目を使えば容易に見ることができる - 12.5インチ口径反射望遠鏡の限界等級は16                                                      |
| 4      | 田舎と郊外の境           | 6.1-6.5 | 20.8–21.3  | - 黄道光はまだ見ることができるが、夕暮れと夜明けの頃の天頂への半ば辺りでは存在しない - いくつかの方角に目に見える光害のドームがある - 雲は光源のある方向で照らし出され、頭上では暗い - 周辺は距離があってもはっきり見ることができる - 天の川は地平線上でまだ印象的だが、形状は欠けている - さんかく座銀河は、そらし目でも難しく、空の高い位置にあるときのみ見ることができる - 12.5インチ口径反射望遠鏡の限界等級は15.5 |
| 5      | 郊外の空                 | 5.6-6.0 | 19.25–20.3 | - 秋か春の条件の良い夜のみ黄道光の兆候が見える - 光害はほとんどの方向で見られる - 雲は空よりも顕著に明るい - 天の川は地平線近くでは非常にかすかか全く見えず、頭上では押し流されたように見える - 12.5インチ口径反射望遠鏡の限界等級は15 |
| 6      | 明るい郊外の空           | 5.1-5.5 | 18.5–19.25 | - 黄道光は見ることができない - 光害は地平線から35°までの空を灰白色に照らしている - 雲は空のどこにあってもはっきり明るく現れる - 周辺は容易に見ることができる - 天の川は天頂近辺でのみ見える - さんかく座銀河は見えず、アンドロメダ銀河は控えめに見える - 12.5インチ口径反射望遠鏡の限界等級は14.5 |
| 7      | 郊外と都市部の境         | 4.6-5.0 | 18.00–18.5 | - 光害が空全体を薄灰色にしている - 強い光源が四方八方にはっきり現れている - 雲は明々と照らされている - 天の川は見ることができない - アンドロメダ銀河とプレセペ星団は感じ取られるだろうが、形状はわからない - 望遠鏡を通すと、最も明るいメシエ天体は青白い影に見える - 12.5インチ口径反射望遠鏡の限界等級は14 |
| 8      | 都市部の空               | 4.1-4.5 | <18.00     | - 空は灰色またはオレンジに照らされている - 容易に読書できる - よく知られた星座の形を形作る星はかすかに見えるか、または見ることができない - アンドロメダ銀河とプレセペ星団は、良い条件の夜に経験ある観測者によってかろうじて感じ取られる - 望遠鏡を以てすら、最も明るいメシエ天体しか検出できない - 12.5インチ口径反射望遠鏡の限界等級は13                                                                              |
| 9      | 都心部の空               | 4.0     | <18.00     | - 空は明々と照らされている - 星座を形作る多くの星、かすかな星座の多くは見ることができない - プレアデス星団を除くメシエ天体は肉眼では見ることができない - 月、惑星と、幾つかの明るい星団以外は観測できない |

## 関係項目

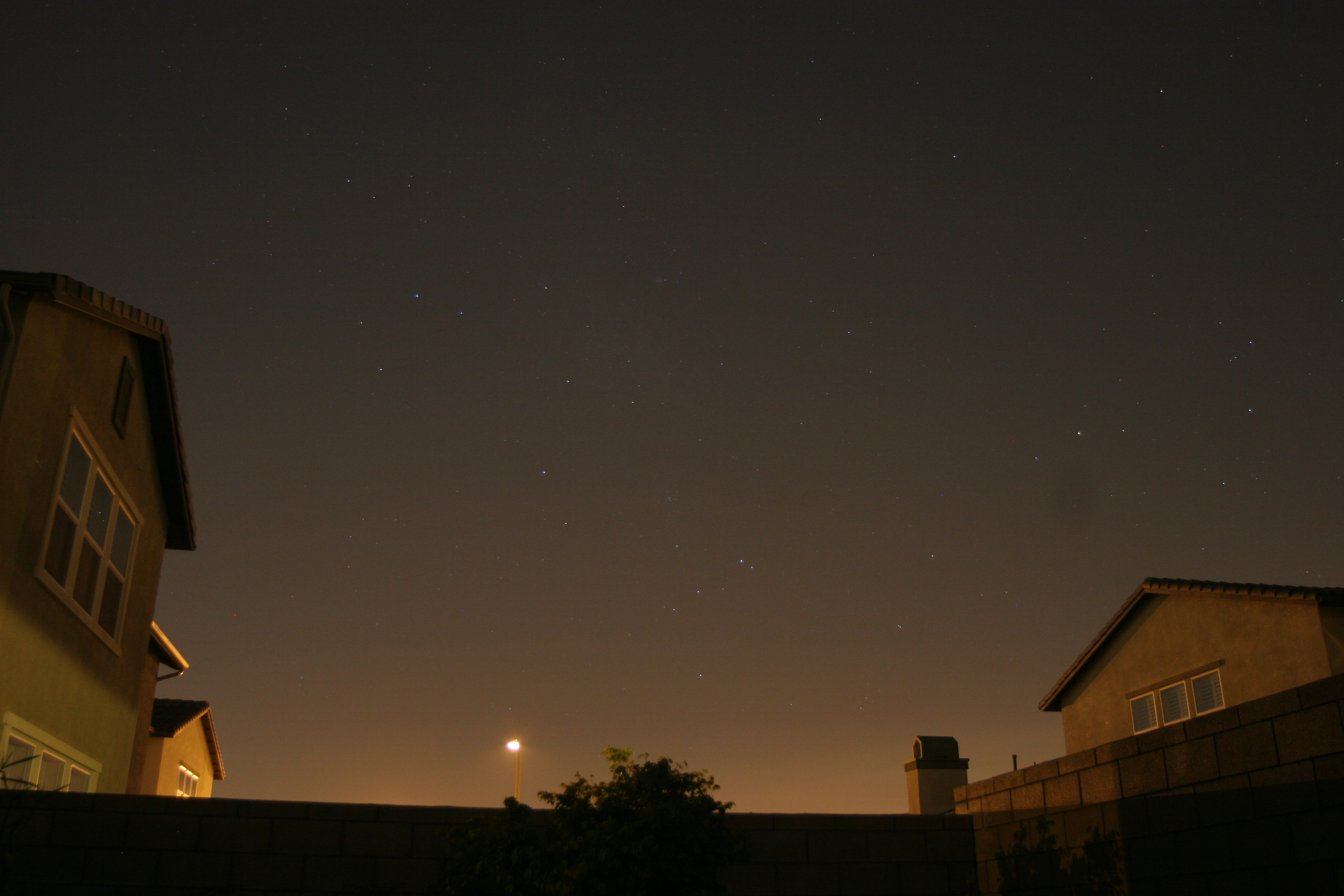
南カリフォルニア郊外で10秒間の露出で撮影されたいて座方向の写真では、光害が星と天の川を覆い隠している

- 天体観測
- 天体観望
- 光害
- アマチュア天文学
- スカイ&テレスコープ (S&T)